# François Clerc (attore)
François Clerc (... – Montélimar, 1952) è stato un attore francese noto per essere stato il primo attore protagonista della storia del cinema avendo recitato nel film L'innaffiatore innaffiato dei Fratelli Lumiere, il primo vero film con una trama mai realizzato.

## Biografia
Era il giardiniere della famiglia Lumiere nella loro casa di La Ciotat dove erano soliti passare le estati; nel giardino di questa casa venne girato nel 1895 il primo film con una trama della storia, L'innaffiatore innaffiato, un filmato di circa un minuto nel quale un giardiniere intento ad annaffiare il giardino rimane vittima di uno scherzo di un bambino, interpretato da Benoît Duval.
I fratelli Lumière avevano già girato altri cortometraggi con alcuni loro parenti e amici ma questi non recitavano e per questo François Clerc viene ricordato come il primo attore della storia mentre Duval come il primo attore bambino.
Morì nel 1952 in una casa di riposo a Montelimar e fu sepolto nel cimitero di Saint-Martin a Montboucher-sur-Jabron.

## Filmografia
- L'innaffiatore innaffiato (1895 diretto da Louis Lumière)
- L'arrivo di un treno alla stazione di La Ciotat (1896 diretto da Auguste e Louis Lumière)